# Copiphana lunaki
Copiphana lunaki là một loài bướm đêm trong họ Noctuidae.